# Батареевка
Батареевка — деревня в Называевском районе Омской области. В составе Покровского сельского поселения.

## История
Основана в 1896 г. В 1928 г. посёлок Батареевка состоял из 92 хозяйств, основное население — русские. Центр Батареевского сельсовета Называевского района Омского округа Сибирского края.

## Население
| 1926 | 2002 | 2010 |
| ---- | ---- | ---- |
| 504  | ↘158 | ↘100 |